# Oteppe
Oteppe (en wallon Ôtepe /oːtɛp/) est une section de la commune belge de Burdinne située en Région wallonne dans la province de Liège.
C'était une commune à part entière avant la fusion des communes de 1977.
Le 22 juillet 1952, le village de Vissoul fusionna avec elle.

## Démographie
- Sources:INS, Rem:1831 jusqu'en 1970=recensements, 1976= nombre d'habitants au 31 décembre
- 1961: Annexion de Vissoul en 1952

## Patrimoine et culture

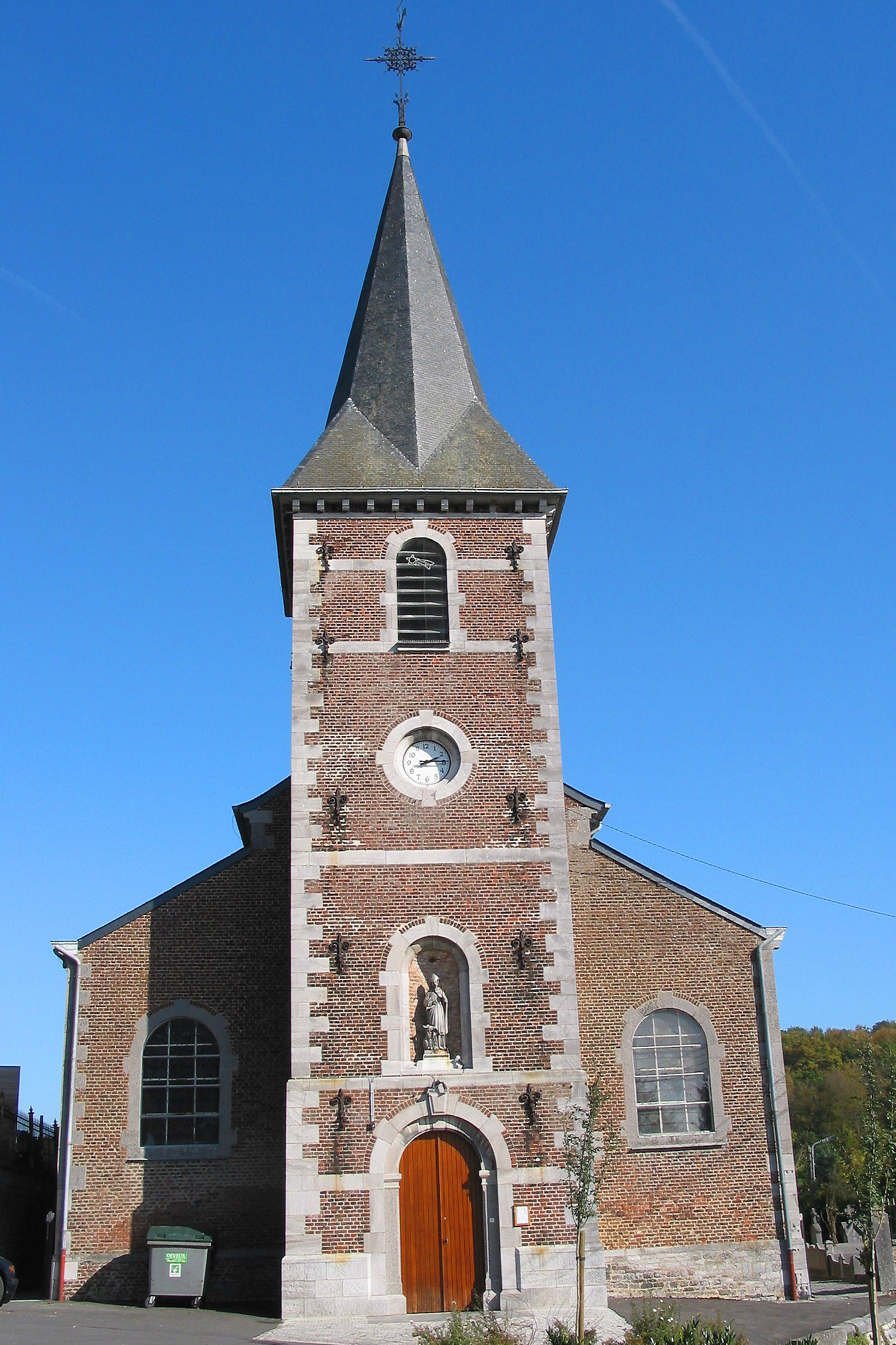
L'église.

### Patrimoine architectural
- Le château d'Oteppe abrite un important camping / centre de vacances[1].